# جک پین (بازیکن فوتبال، زاده ۱۹۹۴)
جک پین (انگلیسی: Jack Payne؛ زادهٔ ۲۵ اکتبر ۱۹۹۴) بازیکن فوتبال اهل بریتانیا است.
از باشگاه‌هایی که در آن بازی کرده‌است می‌توان به باشگاه فوتبال ساوتند یونایتد اشاره کرد.